# ČSD-Baureihe M 232.1
Als ČSD-Baureihe M 232.1 wurden zweiachsige Dieseltriebwagen der einstigen Tschechoslowakischen Staatsbahnen (ČSD) für den Verkehr auf Haupt- und Nebenbahnen bezeichnet.

## Geschichte
Um 1927 begann bei den ČSD die Ära der Motorwagen mit elektrischer Leistungsübertragung mit den Fahrzeugen M 132.0, M 131.0 und M 122.0. Ermöglicht wurde dies durch die Vervollkommnung der Regulierung. Folge davon waren die Entwicklung einiger Motorwagen, entwickelt von verschiedenen Firmen des Landes, die die Motorisierung von Nebenstrecken des Landes und die Erhöhung der Frequentierung des Einsatzes auf Hauptstrecken ermöglichten. Dabei orientierten die tschechoslowakischen Firmen auf die Fertigung von heimischen Monturen in der Traktionsmontur.

## Technische Merkmale
Die Triebwagen, entwickelt und gefertigt in der Waggonfabrik Vagonka Studénka in Studénka, bildeten in ihrer Traktion eine Kombination von Dieselmotoren der Marke Tatra und der elektrischen Leistungsübertragung Marke RM von ČKD. Sie waren mit einem unterflur angeordneten Sechszylinder-Dieselmotor von Tatra in Reihenanordnung ausgerüstet. Die Leistungsübertragung erfolgte elektrisch auf beide Achsen. 1934 wurden mit den Nummern 01-10 die ersten Fahrzeuge hergestellt. 1935 wurden die letzten sechs Fahrzeuge mit den Nummern 11-16 gefertigt. Im Vergleich der einzelnen Serien gab es mehrere Unterschiede; die Moren der ersten Serie hatten noch eine Leistung von 125 PS, die darauffolgenden hatten 140 PS. Der letztgebaute Wagen, die Nummer 16, wurde versuchsweise mit einem Antrieb aus Holzvergaser ausgerüstet. Dadurch änderte sich verschiedene Parameter, wie Masse, Motorleistung (127 PS), Tankinhalt e.t.c. nochmals.
Der Wagenkasten der ersten Serie entsprach dem der ČSD-Baureihe M 222.0 und hatte einen Achsstand von 6,2 m. Für eine sichere Durchfahrung von Gleisbögen waren die Türen eingelassen. Die Abschrägungen an der Führerhausseite mit dem Achsstand von 7,0 m, wie es in den technischen Daten und in der Skizze aufgeführt ist, erschienen erst mit der zweiten Serie. Er war zuerst beheizt durch das Kühlwasser des Dieselmotors, später wurde die Heizung auf die Abgase des Verbrennungsmotors umgestellt.

## Einsatz
Der Wagen war im Betrieb überwiegend in der Slowakei eingesetzt, und verhältnismäßig lange bewältigte er den Dienst durch den Zweiten Weltkrieg.
Mit der Indienststellung der neuen Triebwagen der Baureihe M 131.1 wurden diese nach und nach überflüssig und in den 1950er Jahren ausgemustert. Einige Wagen wurden noch als Beiwagen umgebaut und in den 1960er Jahren verschrottet. Von der Reihe M 232.1 blieb kein Fahrzeug museal erhalten.

Prinzipskizze der Leistungsübertragung nach dem System ČKD-RM

Die Triebwagen der Reihe M 232.1 bildeten einen Teil der vielfältigen Auswahl von dieselelektrischen Triebwagen bei den ehemaligen ČSD. Die Anzahl dieser Wagen war verhältnismäßig gering. Die Praxis mit ihnen brachte die Erkenntnis, dass bei kleineren Fahrzeugen dieselelektrische Fahrzeuge teurer sind als Fahrzeuge mit dieselmechanischer Leistungsübertragung. Im Betrieb zeigten sie gegenüber diesen einige Vorteile, besonders wenn es um den Verkehr auf steigungsreichen Strecken ging.